# 达格玛·卢尔茨
达格玛·卢尔茨（德語：Dagmar Lurz，1959年1月18日—），德国女子花样滑冰运动员。她曾代表西德参加1976年和1980年冬季奥林匹克运动会花样滑冰比赛，其中1980年奥运会获得一枚铜牌。